# Cal Rector
Cal Rector és una masia situada al municipi de Navès, a la comarca catalana del Solsonès.